# Рузвельт (округ, Нью-Мексико)
Шаблон:StateAbbr_ 34°01′ пн. ш. 103°29′ зх. д. / 34.02° пн. ш. 103.48° зх. д.
Округ Рузвельт (англ. Roosevelt County) — округ (графство) у штаті Нью-Мексико, США. Ідентифікатор округу 35041.

## Історія
Округ утворений 1903 року.

## Демографія
За даними перепису
2000 року
загальне населення округу становило 18018 осіб, зокрема міського населення було 11625, а сільського — 6393.
Серед мешканців округу чоловіків було 8847, а жінок — 9171. В окрузі було 6639 домогосподарств, 4544 родин, які мешкали в 7746 будинках.
Середній розмір родини становив 3,14.
Віковий розподіл населення поданий у таблиці:
| Стать    | До 15 років | 15-21 | 22-29 | 30-39 | 40-49 | 50-65 | 65-85 | Понад 85 |
| -------- | ----------- | ----- | ----- | ----- | ----- | ----- | ----- | -------- |
| Чоловіки | 2115        | 1349  | 1163  | 1135  | 1018  | 1120  | 857   | 90       |
| Жінки    | 2031        | 1419  | 1054  | 1112  | 1152  | 1170  | 1054  | 179      |

## Суміжні округи
- Квей — північ
- Каррі — північ
- Бейлі, Техас — схід
- Кокран, Техас — південний схід
- Леа — південь
- Де-Бака — захід
- Чавес — захід

## Виноски
1. ↑  U.S. Decennial Census. United States Census Bureau. Процитовано 2 січня 2015.
2. ↑  Historical Census Browser. University of Virginia Library. Архів оригіналу за 11 серпня 2012. Процитовано 2 січня 2015.
3. ↑  Population of Counties by Decennial Census: 1900 to 1990. United States Census Bureau. Процитовано 2 січня 2015.
4. ↑  Census 2000 PHC-T-4. Ranking Tables for Counties: 1990 and 2000 (PDF). United States Census Bureau. Процитовано 2 січня 2015.
5. ↑  State & County QuickFacts. United States Census Bureau. Архів оригіналу за 6 червня 2011. Процитовано 30 вересня 2013.(англ.) Наведено за англійською вікіпедією.
6. ↑  American FactFinder. Бюро перепису населення США. Архів оригіналу за 26 лютого 2012. Процитовано 31 січня 2008.

| США | Це незавершена стаття з географії США. Ви можете допомогти проєкту, виправивши або дописавши її. |